# Piłeczka do małego tenisa
Piłeczka do małego tenisa (z ang. paddle tennis ball) – piłeczka gumowa, o średnicy dętki 60—64 mm oraz o wadze 50 g.